# ای ناخدا! ناخدای من!
«ای ناخدا! ناخدای من!» (انگلیسی: O Captain! My Captain!) شعری از والت ویتمن است. ویتمن این شعر را در سال ۱۸۶۵، در واکنش به مرگِ آبراهام لینکلن، رئیس‌جمهور ایالات متحدهٔ آمریکا سرود. این شعر در کنار «زمانی که آخرین یاس‌های بنفش در حیاط خانه شکفتند»، «امروز اردوگاه خاموش باش» و «این غبار روزگاری انسانی بوده‌است»، یکی از چهار شعر این شاعر دربارهٔ مرگ لینکلن است.
ویتمن هنگام جنگ داخلی آمریکا به واشینگتن، دی.سی. نقل‌مکان کرد تا برای دولت و نیز به‌عنوان داوطلب در بیمارستان‌ها کار کند. گرچه ویتمن هیچ‌وقت لینکلن را از نزدیک ملاقات نکرد اما احساساتی بین خود و وی را درک می‌کرد و به‌شدت تحت‌تأثیر ترور رئیس‌جمهور ایالات متحده قرار گرفت. نخستین بار، «ناخدای من» در ۴ نوامبر ۱۸۶۵ در روزنامهٔ ستردی پرس منتشر و در اواخر همان سال، در مجموعهٔ فرجام آوازهای طبل گنجانده شد. ویتمن بعداً این شعر را در مجموعهٔ برگ‌های علف نیز قرار داد و آن را در چندین سخنرانی درموردِ مرگ لینکلن قرائت کرد.

## زمینه
والت ویتمن (۱۸۹۲–۱۸۱۹) با انتشار برگ‌های علف در سال ۱۸۵۵، تعریف جدیدی از خود و شعرش ارائه کرد. ویتمن قصد داشت تا حماسه‌ای کاملاً آمریکایی بنویسد و سبک شعر سپید را با الهام از کادانس‌های کتاب مقدس شاه جیمز خلق کرد. این کتابِ «باریک اما بزرگ» که نخستین بار در سال ۱۸۵۵ انتشار یافت، از سوی نقادان بحث‌برانگیز شمرده شد و آنان با توصیف‌های صریح ویتمن از تمایلات جنسی و «مضمون‌های همجنس‌گرایی» مخالف بودند. پس از تحسین برگ‌های علف از سوی رالف والدو امرسون، مقاله‌نویس و سخنران تعالی‌گرای آمریکایی، آثار ویتمن مورد توجه قرار گرفت.
در آغاز جنگ داخلی آمریکا، ویتمن از نیویورک به واشینگتن، دی.سی. نقل‌مکان کرد و عهده‌دار مشاغل دولتی شد؛ نخست در ادارهٔ پرداخت نیروی زمینی و سپس در ادارهٔ امور سرخ‌پوستان. وی همچنین به‌عنوان پرستار، داوطلبانه در بیمارستان‌های نیروی زمینی خدمت می‌کرد. شعر ویتمن تحت‌تأثیر تجربهٔ این شاعر از دوران جنگ قرار گرفت و به تأملاتی درموردِ مرگ و جوانی، وحشیگری جنگ و میهن‌پرستی تبدیل شد. جرج واشینگتن ویتمن، برادر والت و سرباز ارتش اتحادیه، در سپتامبر ۱۸۶۴ در ویرجینیا اسیر شد و به‌مدت پنج ماه در زندان لیبی، یکی از اردوگاه‌های اسیران جنگی مؤتلفه در نزدیکی ریچموند ماند. در ۲۴ فوریهٔ ۱۸۶۵، جرج به‌خاطر وضعیت نامناسبی که داشت، اجازهٔ مرخصی یافت تا به خانه برگردد و ویتمن برای دیدار از او به خانهٔ مادرش در نیویورک رفت. در همان زمان، ویتمن قرارداد انتشار آوازهای طبل، مجموعهٔ شعرهایش از جنگ داخلی را امضا کرد. در ژوئن ۱۸۶۵، جیمز هارلن، وزیر کشور ایالات متحده، نسخه‌ای از برگ‌های علف را یافت و با این فرض که اثری مبتذل است، ویتمن را از ادارهٔ امور سرخ‌پوستان اخراج کرد.

### ویتمن و لینکلن
گرچه ویتمن و آبراهام لینکلن هرگز با یکدیگر دیدار نکردند اما این شاعر لینکلن را بین سال‌های ۱۸۶۱ و ۱۸۶۵، در چندین مورد از فاصلهٔ نزدیک دید. نخستین بار، ویتمن لینکلن را در سال ۱۸۶۱ دید که رئیس‌جمهور آمریکا در مسیر واشینگتن، در نیویورک توقف کرده بود. ویتمن به «ظاهر جذاب» و «وقار بی‌تکلف» رئیس‌جمهور منتخب توجه کرد و به «درایت خارق‌العاده» و «نبوغ رایج غربی» لینکلن معتقد بود. او رئیس‌جمهور را تحسین می‌کرد و در اکتبر ۱۸۶۳ نوشت که «من شخصاً رئیس‌جمهور را دوست دارم.» ویتمن، خودش و لینکلن را «شناور در یک نهر» و «ریشه در یک زمین» می‌دانست. ویتمن و لینکلن دیدگاه‌های مشابهی درخصوص برده‌داری و اتحادیه داشتند و در سبک‌های ادبی و الهامات آن‌ها اشتراکاتی مشاهده می‌شد. ویتمن بعداً اعلام کرد که «لینکلن تقریباً از هر شخص دیگری به من نزدیک‌تر است.»
گزارش‌ها حاکی از آن است که لینکلن مجموعهٔ شعر برگ‌های علف را در دفتر کارش می‌خواند و یک بار، زمانی که این شاعر را در واشینگتن، دی.سی. دید، جملهٔ «خب، او به‌مانند یک مرد به نظر می‌رسد» را به زبان آورد. به‌گفتهٔ جان متیسن، دانشور، درستی این گزارش‌ها در هاله‌ای از ابهام است. مرگ لینکلن در ۱۵ آوریل ۱۸۶۵، ویتمن را تحت‌تأثیر قرار داد. او در واکنش به این رخداد، شعرهای «ای ناخدا! ناخدای من!»، «زمانی که آخرین یاس‌های بنفش در حیاط خانه شکفتند»، «امروز اردوگاه خاموش باش» و «این غبار روزگاری انسانی بوده‌است» را در ادای احترام به این رئیس‌جمهور سرود. گرچه ویتمن در شعرهایش به‌طور مستقیم به لینکلن اشاره نمی‌کند اما ترور وی در این شعرها به نوعی شهادت تعبیر می‌شود.

## متن

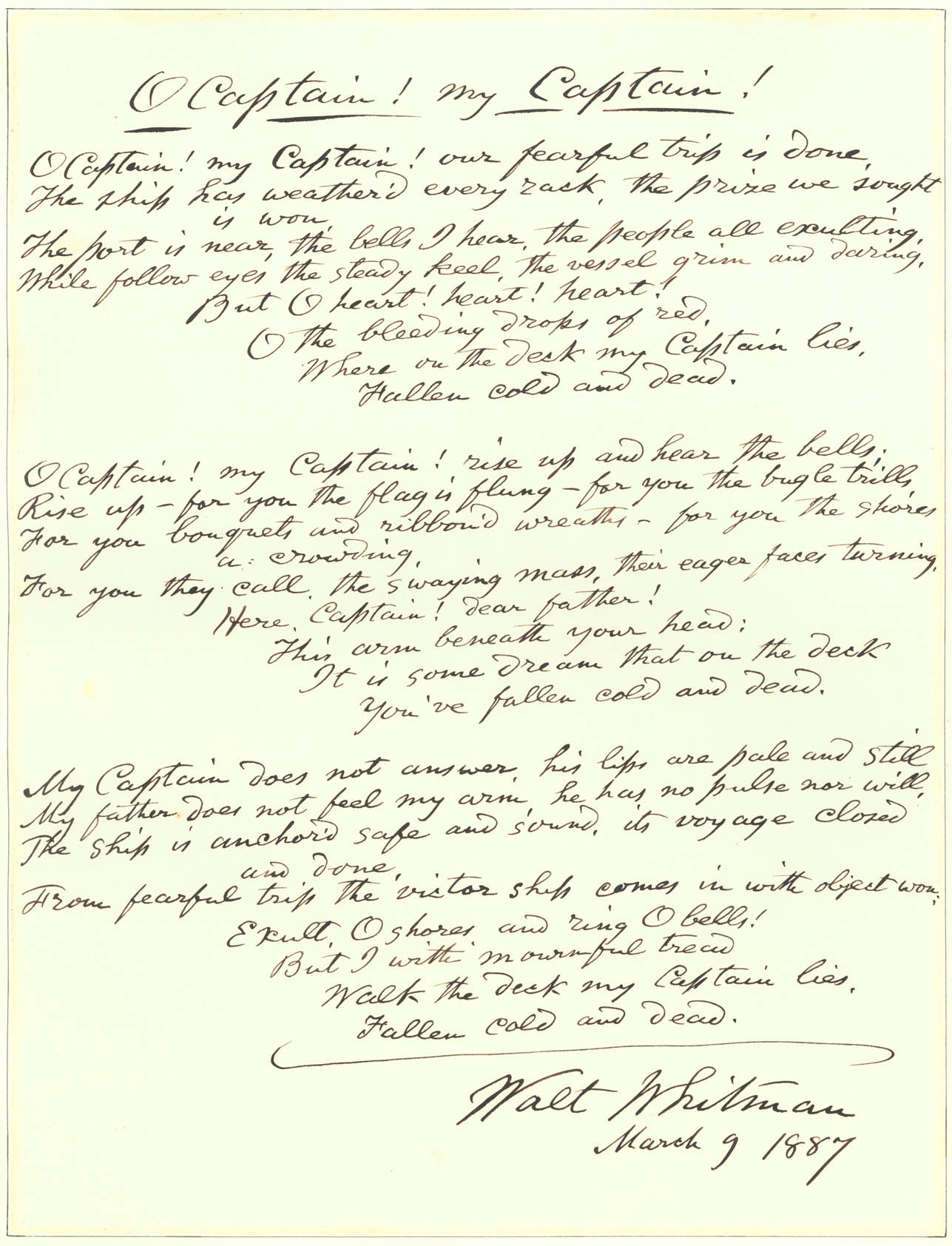
نسخه‌ای دست‌نویس از شعر ویتمن؛ امضاشده به تاریخ ۹ مارس ۱۸۸۷، همان‌طور که در سال ۱۸۸۱ منتشر شد.

| «ای ناخدا! ناخدای من!» ای ناخدا! ناخدای من! سفرِ سهمگین ما به پایان رسیده‌است؛ کشتی ورطه‌های خطر را پشت سر نهاده، اینک این پاداشی است که در پی‌اش بودیم؛ بندرگاه نزدیک است، صدای ناقوس‌ها را می‌شنوم، مردم همه غرق در شادمانی‌اند، نگاه‌ها بدنهٔ استوار کشتی را دنبال می‌کند، آن کشتیِ سرسخت و بی‌باک: اما ای دل! ای دل! ای دل! ای قطراتِ سرخرنگِ خون که فرومی‌چکید، جایی بر عرشهٔ کشتی، همان جا که ناخدای من آرمیده است، سرد و بی‌جان. ای ناخدا! ناخدای من! برخیز و صدای ناقوس‌ها را بشنو؛ برخیز — برای توست که پرچم افراشته شده — برای توست که در شیپورها می‌دمند؛ برای توست این شاخه‌های گل و حلقه‌های گل ربان‌زده — برای توست این ساحلِ پُرشده از جمعیت؛ جماعتی نام تو را صدا می‌زنند، چهره‌های شیفته‌شان به‌سوی تو برمی‌گردد؛ اینجا ناخدا! پدر گرامی! اجازه ده بازوانم را زیر سرت بگذارم؛ این رؤیایی بیش نیست که تو، سرد و بی‌جان بر عرشه افتاده‌ای. ناخدایم پاسخ نمی‌دهد، لبانش رنگ‌پریده و بی‌حرکت است؛ پدرم دست مرا حس نمی‌کند، تپشی ندارد یا که اراده‌ای؛ کشتی به سلامت و ایمن لنگر انداخته، سفرش پایان یافته‌است؛ از سفری سهمناک، کشتیِ فاتح، با سربلندی به پیش می‌آید؛ ای ساحل‌ها، شادی کنید، ای ناقوس‌ها، فریاد کنید! اما من با گام‌های اندوه‌بارم، قدم می‌زنم بر این عرشه که ناخدایم، سرد و بی‌جان بر آن افتاده‌است. |  | ‎"O Captain! My Captain!"‎ O Captain! My Captain! our fearful trip is done; The ship has weather’d every rack, the prize we sought is won; The port is near, the bells I hear, the people all exulting, While follow eyes the steady keel, the vessel grim and daring: But O heart! heart! heart! O the bleeding drops of red, Where on the deck my Captain lies, Fallen cold and dead. O Captain! my Captain! rise up and hear the bells; Rise up—for you the flag is flung—for you the bugle trills; For you bouquets and ribbon’d wreaths—for you the shores a-crowding; For you they call, the swaying mass, their eager faces turning; Here Captain! dear father! This arm beneath your head; It is some dream that on the deck, You’ve fallen cold and dead. My Captain does not answer, his lips are pale and still; My father does not feel my arm, he has no pulse nor will; The ship is anchor’d safe and sound, its voyage closed and done; From fearful trip, the victor ship, comes in with object won; Exult, O shores, and ring, O bells! But I, with mournful tread, Walk the deck my Captain lies, Fallen cold and dead. |

## انتشار

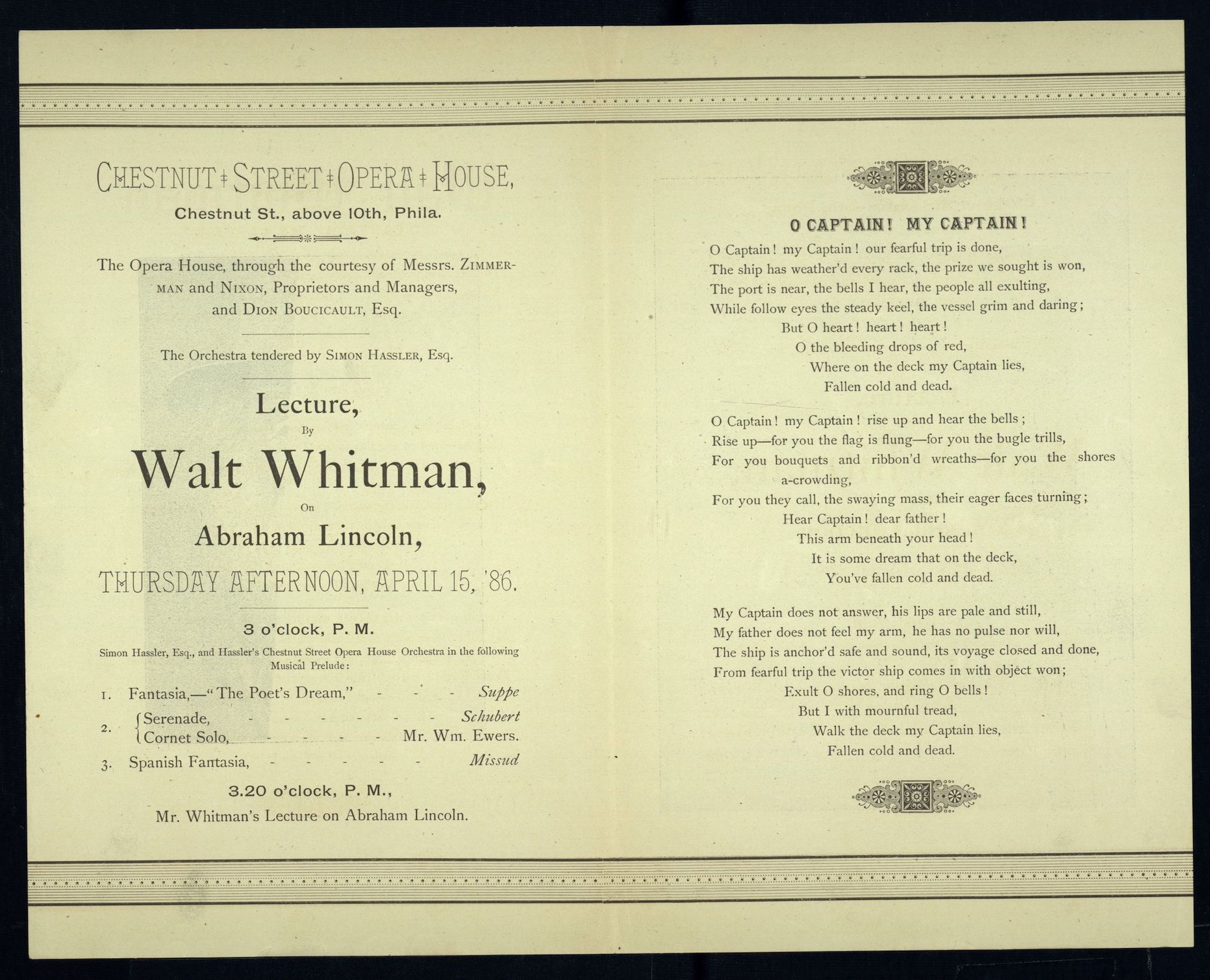
سخنرانی ویتمن دربارهٔ لینکلن، دعوت‌نامه، سال ۱۸۸۶

هلن وندلر، نقاد ادبی، احتمال می‌دهد که ویتمن این شعر را پیش از «زمانی که آخرین یاس‌های بنفش در حیاط خانه شکفتند» سروده باشد و آن را پاسخی مستقیم به «امروز اردوگاه خاموش باش» می‌داند. پیش‌نویسی اولیه از این شعر به سبک شعر سپید نوشته شده‌است. نخستین بار، «ناخدای من» در شمارهٔ ۴ نوامبر ۱۸۶۵ روزنامهٔ ستردی پرس منتشر شد. تقریباً در همان زمان، این شعر قرار بود که در کتاب فرجام آوازهای طبل نیز گنجانده شود. در واقع، انتشار «ای ناخدا! ناخدای من!» در ستردی پرس «آگهی تبلیغاتی» برای آن کتاب محسوب می‌شد. گرچه فرجام آوازهای طبل نخستین بار در اوایل اکتبر ۱۸۶۵ منتشر شد اما نسخه‌های آن تا دسامبر برای توزیع آماده نبود. نشانه‌گذاری نخستین چاپ شعر با آنچه ویتمن در نظر داشت، متفاوت بود اما او پیش از انتشار بعدی، به تصحیح آن پرداخت. متن این شعر در نسخه سال ۱۸۶۷ برگ‌های علف نیز قرار گرفته‌است. ویتمن در طول عمر برای چندین بار این شعر را اصلاح کرد؛ از جمله انتشار نسخه اصلاحی در کتابی به نام گذرگاهی به هند در سال ۱۸۷۱.  آخرین انتشار مجدد این شعر از سوی ویتمن در نسخه سال ۱۸۸۱ برگ‌های علف بود.

## واژه‌نامه
1. ↑  conceit
2. ↑  free verse
3. ↑  Army Paymaster's Office
4. ↑  George Washington Whitman
5. ↑  Libby Prison
6. ↑  furlough
7. ↑  Sequel to Drum-Taps
8. ↑  John Matteson
9. ↑  When Lilacs Last in the Dooryard Bloom'd
10. ↑  Hush'd Be the Camps To-day
11. ↑  Helen Vendler
12. ↑  The Saturday Press